# Engelbert van Voorden
E. (Engelbert) van Voorden (Culemborg, 1940) is een voormalig Nederlands politicus voor de SGP.
Voor hij burgemeester werd was hij referendaris bij de gemeentesecretarie van Utrecht. Aanvankelijk had hij interesse in het burgemeesterschap van de toenmalige gemeente Kerkwijk (inmiddels onderdeel van Zaltbommel). Hier eindigde hij als tweede, waarna minister De Gaay Fortman hem aanraadde het nog eens te proberen. Hierop werd hij burgemeester van de voormalige gemeente IJsselmuiden. Hij bekleedde deze positie van 1976 tot 1989 en in die periode was hij tevens twee keer waarnemend burgemeester: zeven maanden in Genemuiden en vijf maanden in Hasselt. Daarna werd hij burgemeester van de toenmalige gemeente Rijssen totdat deze op 1 januari 2001 opging in de nieuwe gemeente Rijssen-Holten. Van Voorden bleef woonachtig in Rijssen.
In 2019 kwam Van Voorden in opspraak in verband met zijn voorzitterschap van de Stichting Vormingsactiviteiten Oost-Europa (VOE) van de SGP. Hem werd verweten een angstcultuur in stand te houden. Ook werden vraagtekens gezet bij "de vele reisjes" die bestuursleden van de stichting onder zijn bestuur maakten.